# ジョン・カラン・オラフリン
ジョン・カラン・オラフリン（John Callan O'Laughlin, 1873年1月11日 - 1949年3月14日）は、アメリカ合衆国の軍事ジャーナリスト、政治家。1909年1月から3月まで第27代アメリカ合衆国国務次官補を務めた。

## 生涯
ワシントンD.C.生まれ。1893年にニューヨーク・ヘラルド紙に採用され、1902年までワシントン支局で新聞記者を務めた。1902年、AP通信に雇われ、ヨーロッパの支局に勤務した。日露戦争が開戦すると、ロシアに赴いて戦況を報告した。1905年、シカゴ・トリビューン紙に採用され、ワシントン特派員として1914年まで勤めた。1914年、シカゴ・ヘラルド紙に雇われ、1917年まで記者を務めた。
1918年1月、合衆国陸軍から少佐として任命され、第一次世界大戦においてジョージ・ワシントン・ゲーソルズ少将の補佐官を務めた。またこの間、最初の著書『ルーズベルトとともにヨーロッパ各地のジャングルから』(From the Jungle through Europe with Roosevelt) を出版した。大戦後は陸軍を離れ、アメリカの軍事と世界情勢のニュースを扱う週刊誌『アーミー・アンド・ネイビー・ジャーナル』を創刊した。
セオドア・ルーズベルト大統領と親交を築き、ルーズベルトの秘書官としてヨーロッパ諸国やアフリカ諸国を歴訪した。1909年1月には国務次官補として任命を受け、ルーズベルト大統領の任期満了となる同年3月まで同職を務めた。
1912年、革新党の全国党大会に代表として出席し、ルーズベルトの3度目の大統領選挙出馬を後押しした。1920年代からは積極的な共和党員として活動し、1920年に共和党委員会の事務局長を、1933年から1934年まで委員長補佐を務めた。
オラフリンはルーズベルトとの関係から人脈を拡大し、ハーバート・フーヴァー、エレノア・ルーズベルト、ハリー・トルーマンらと親交を深めた。特にフーヴァーとは深い関係を築き、フーヴァーが1932年の大統領選挙で大敗した後も、フーヴァーの忠実な支持者として活動した。
第二次世界大戦後、フーヴァーはヨーロッパ復興のためのマーシャル・プランを強く支持した。フーヴァーはオラフリンを自身の代理人とし、オラフリンはマーシャルプラン実現のために奔走した。
1949年に死去。遺体はアーリントン国立墓地に埋葬された。